# Banu Sumadih
De Banu Sumadih (Arabisch: بنو صمادح banū ṣumādiḥ) was een Arabische dynastie uit de 11e eeuw die heerste over de Taifa van Almería in Al-Andalus.

## Dynastie
De Banu Sumadih-dynastie in de Taifa van Almería was ondergeschikt aan de Taifa van Zaragoza, een subgroep van de Banu Tujib die was verdeeld in twee facties: de Banu Sumadih en de Banu Hisham. De laatste emir van de Banu Sumadih vluchtte samen met de Hamaditische koning al-Mansur in 1102, die hem de soevereiniteit van Dellys, in Algerije gaf.

## Heersers
De heersers van de Banu Sumadih-dynastie waren:
- Ma'n ibn Muhámmad ibn Sumadih (1041–1051), gekozen door Granada.
- Al-Mu'tásim ibn Sumadih, ook bekend als Almotazin (1051-1091), een bekende Arabische dichter.
- Mu'izz ud-Dawla ibn Sumadih (1091–1102), vluchtte met de Hammudiden-dynastie, die hem na 1102 de heerschappij over de Dellys gaf.